# Villa de San Antonio
Villa San Antonio es un municipio del departamento de Comayagua en la República de Honduras.

## Toponimia
Su primer nombre fue “San Antonio del Valle”, y posteriormente se le llamó “Villa de San Antonio”. Su nombre es en honor a Antonio de Padua, santo de la iglesia católica.

## Límites
El pueblo está situado a 20 minutos en coche de las cabeceras municipales de los departamentos de Comayagua y La Paz, y a 60 minutos de la ciudad capital Tegucigalpa.
| Orientación | Límite                                           |
| ----------- | ------------------------------------------------ |
| Norte       | Municipio de Comayagua, Comayagua                |
| Sur         | Municipio de San Sebastián, Comayagua            |
| Sur         | Municipio de Lamaní, Comayagua                   |
| Este        | Municipio de Distrito Central, Francisco Morazán |
| Oeste       | Municipio de La Paz, La Paz                      |
| Oeste       | Municipio de Cane, La Paz                        |

Su extensión territorial es de 342.2 km².

## Historia
En 1537, la Villa San Antonio fue fundada por el Licenciado Antonio Navias Bolaños, el mismo año que la cercana ciudad de Santa María de la Nueva Valladolid de Comayagua.
Es un pueblo declarado ciudad por el presidente 'Ricardo Maduro.

### Alcaldes
La historia de este municipio nos hace reconocer que los primeros funcionarios fueron:
| Cargo              | Nombre              |
| ------------------ | ------------------- |
| Alcalde Municipal  | Teodoro Velásquez   |
| Juez               | Aurelio Valladares  |
| Tesorero Municipal | Hipólito Valladares |

Su actual alcalde es:
- Néstor Joel Mendoza Padilla

## Población
Se comenta que los primeros pobladores de la fundación fueron una mezcla de: español, indio y negros.
El municipio consta de un 'casco urbano', o ciudad principal, y un gran número de "aldeas", y que el número de estimación en su población oscila entre 24.419 para el año 2015.
Hay dos orfanatos en el "casco urbano", Hogar Tierra Santa y el Hogar San Antonio, afiliado a la caridad católica APUFRAN.

## Educación
El "casco urbano" se constituye por dos jardines de niños, dos escuelas primarias, y un instituto de educación media y polivalente, donde los estudiantes pueden formarse para los títulos académicos de Bachillerato en ciencias y Letras y Técnico en computación, (artes liberales), o 'Educación Comercial'.

## Salud
Existe un centro de salud estructurado por un médico y dos enfermeras, contando a la vez para servicios sociales recientemente habilitado un Juzgado de Paz de lo Civil.

## Economía
Sus principales actividades económicas incluyen la agricultura, el trabajo en la fábrica, y la construcción. Allí se produce frijoles, arroz, miel, moras, apio, pipián, maíz, vino y rosquillas.

## Turismo

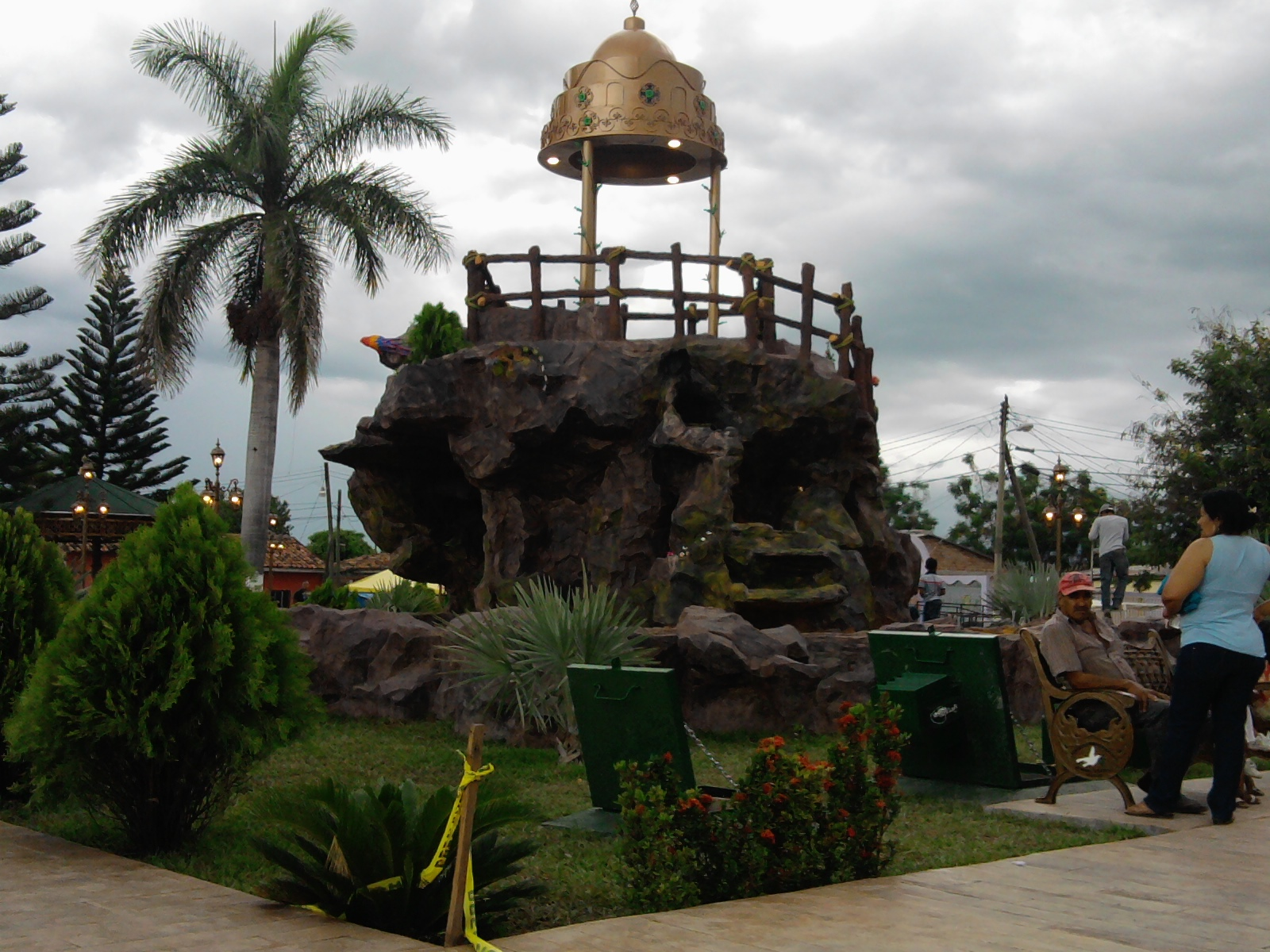
Fuente de la villa de San Antonio.

Los visitantes de esta zona pueden disfrutar del vistoso toque colonial del casco histórico, heredado por los fundadores españoles.
Al este de la aldea de Flores, parte alta del municipio, están las ruinas de Tenanpúa, antes habitado por la civilización lenca. Tenampúa que significa Muralla en lenca. De la edificación solo quedan dos grandes montículos paralelos y 3 terrazas como los asientos de un anfiteatro. El área es de 21 hectáreas aproximadamente. Además, en Las Mercedes se puede encontrar petroglifos (tallados en piedra) y una cueva llamada La Esperanza  en la parte baja de una pequeña quebrada, donde se hacían sacrificios. A unos 15 minutos a pie del caserío de Las Botijas se halla Cascada el Salto del Ángel, de 70 metros de altura, rodeada de bosque latifoliado.
Un sitio histórico es el Puente San José, que cruzaba la carretera principal de la C-A5 y que fue construido por presos entre 1946-1947, quienes utilizaron piedra y una mezcla con claras de huevo como cemento. También se halla en el municipio la represa El Coyolar.

### Iglesias
Destacan 3 iglesias coloniales:
La Iglesia de Esquipulas, construida en 1700 por los españoles y reconstruida en 1825 por el padre Juan Ramón Doblado, de origen español, específicamente para celebrar el día del Santo Esquipulas (el 15 de enero). La imagen del Santo Esquipulas tiene un gran valor pues posee unas conchas de Guayape de oro, por lo cual, para su seguridad, no está permanente en el templo, solo los días de su celebración del 13 al 16 de enero.
La Iglesia de La Merced, fundada por unos sacerdotes de la orden de los mercenarios procedentes de Cururú, de la provincia de La Paz, que llegaron a mediados de 1700 a la Villa de San Antonio. Es la primera iglesia católica dedicada a la Virgen de la Merced, y construyeron el templo en el barrio con su mismo nombre. Tiene un tamaño aproximado de 130 metros cuadrados, de largo 13.5 metros, de ancho 10.3 y su altura es de 9.1 metros; cuenta con una pequeña plaza.
La Iglesia de San Antonio de Padua, construida después del Templo de La Merced para albergar a más feligreses católicos. Conserva imágenes de madera y pinturas en lienzo de mucha calidad, destacando la pintura de la Virgen de La Merced, con estilo de trazo español. La madera utilizada para su reconstrucción fue traída del Jicarito alada con bueyes. Frente a esta iglesia se encuentra la plaza central de la Villa de San Antonio.

## Política
| Puesto        | Titular                            | Partido político                               |
| ------------- | ---------------------------------- | ---------------------------------------------- |
| Alcalde       | Néstor Joel Mendoza Padilla        | Sigamos Desarrollando Juntos Nuestro Municipio |
| Vicealcaldesa | Olga Luz Perdomo Morales           | Sigamos Desarrollando Juntos Nuestro Municipio |
| Regidora 1    | Noemy Yolanda Ramos Raudales       | Sigamos Desarrollando Juntos Nuestro Municipio |
| Regidor 2     | David Omar Fiallos Rivera          | Partido Nacional                               |
| Regidor 3     | Melbin Gilberto Escalante Raudales | Sigamos Desarrollando Juntos Nuestro Municipio |
| Regidora 4    | Doris Suyapa Bustillo Martínez     | Partido Nacional                               |
| Regidor 5     | José Margarito Rivera Escobar      | Partido Liberal                                |
| Regidora 6    | Iris Aracely Gómez Velásquez       | Sigamos Desarrollando Juntos Nuestro Municipio |
| Regidor 7     | Luis Armando Inestroza Rivera      | Partido Nacional                               |
| Regidora 8    | Amelia Alejandra Torres Fiallos    | Partido Liberal                                |

## División territorial
- Aldeas: 6 (2013).
- Caseríos: 84 (2013).Ya

| Código administrativo | Aldea                           |
| --------------------- | ------------------------------- |
| 031901                | Villa de San Antonio            |
| 031902                | Flores                          |
| 031903                | Las Botijas                     |
| 031904                | Los Cimientos                   |
| 031905                | Potrero Granda o Quebrada Honda |
| 031906                | Protección                      |